# Petrache Poenaru

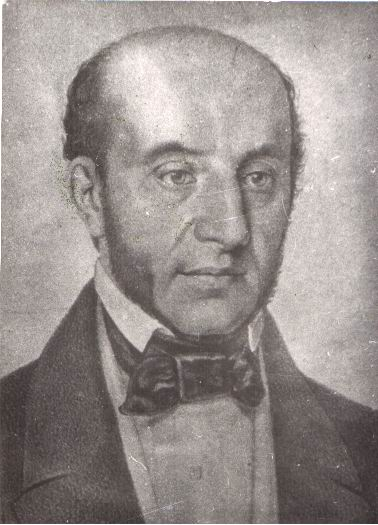
Petrache Poenaru

Petrache Poenaru (Benești, District Vâlcea, 10 januari 1799 - ?, 1875) was de uitvinder van de vulpen. Hij publiceerde de eerste Roemeense krant en hij ontwierp de Vlag van Roemenië.
Hij was leerling van Gheorghe Lazăr en de Griek C. Vardalah. Tussen 1822 en 1824 studeerde hij literatuur aan de Universiteit van Wenen en daarna aan de "technische school" van Wenen en Parijs. In 1832 keerde hij terug naar Roemenië, waar hij leraar werd van de Sfântul Sava School. Later werd Poenaru directeur van de Nationale School van Eforie. Tot 1848 bleef Poenaru daar directeur.
Poenaru nam deel aan de Revolutie van 1848 en was dus een aanhanger van Tudor Vladimirescu.
Hij publiceerde onder andere "Elemente de geometrie dupa Legendre" (1837), "Vocabular francezo-românesc" (1840-1841) en "Elemente de algebra după Appeltauer" (1841).
Tijdens zijn studie in Parijs, vond hij de vulpen uit en in de maand mei 1827 kreeg hij er patent op van de Franse regering.

## Eerste Roemeense krant
"Foaia de propagandă" de krant van Vladimirescu's leger, verscheen onder zijn verantwoordelijkheid. Het was de eerste Roemeense krant.